# Härjedalen
Härjedalen là một trong những tỉnh truyền thống và tọa lạc ở phía bắc  của Thụy Điển (landskap) , bao gồm thung lũng đỉnh của sông Ljusnan ở khu vực Norrland.  Nơi này giáp biên giới với Na Uy về phía tây, Jämtland về phía bắc, Medelpad và Hälsingland về phía đông, cùng với Dalarna về phía nam. Härjedalen thuộc lãnh thổ của län (quận) Jämtland từ góc đông bắc. Cảnh quan đặc trưng của tỉnh này là núi non và rừng rậm, tạo nên một không gian thưa thớt và hùng vĩ. 
Cũng giống như các tỉnh của Thuỵ Điển hiện nay không còn chức năng hành chính. 
Trước thời kỳ Hòa bình Brömsebro năm 1645, Härjedalen thuộc về Na Uy, và dấu vết di sản Na Uy vẫn còn rõ ràng cho đến ngày nay. Lĩnh vực chủ chốt của tỉnh liên quan chặt chẽ đến lâm nghiệp. Thị trấn chính là Sveg, và khu vực này có các điểm trượt tuyết tại Fjällnäs, Funäsdalen và Bruksvallarna. 
Các điểm du lịch đặc sắc bao gồm những bức tranh đá có niên đại 4.000 năm tại Cao nguyên Flatruet về phía tây và "biển đóng băng" tại khu vực Rogen với những tảng đá từ thời kỳ băng hà.